# Remraket
Een remraket ook wel retroraket genoemd, is een raketmotor die stuwkracht levert om de beweging van een voertuig tegen te gaan, zodat het vertraagt. Remraketten worden vooral gebruikt in ruimtevaartuigen, maar soms ook in vliegtuigen.

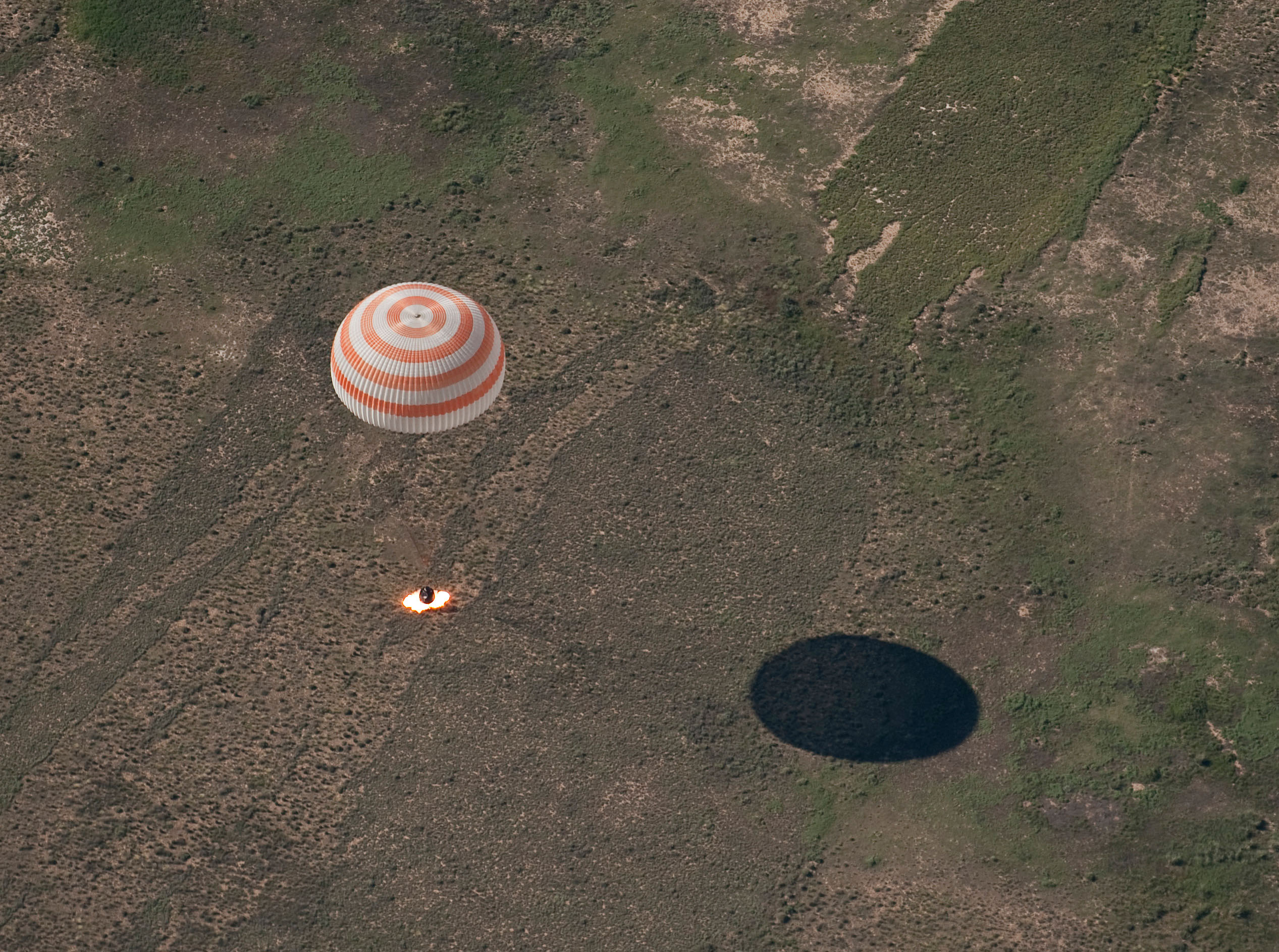
Remraketten zorgen ervoor dat een Sojoez-ruimtecapsule een zachte landing maakt.

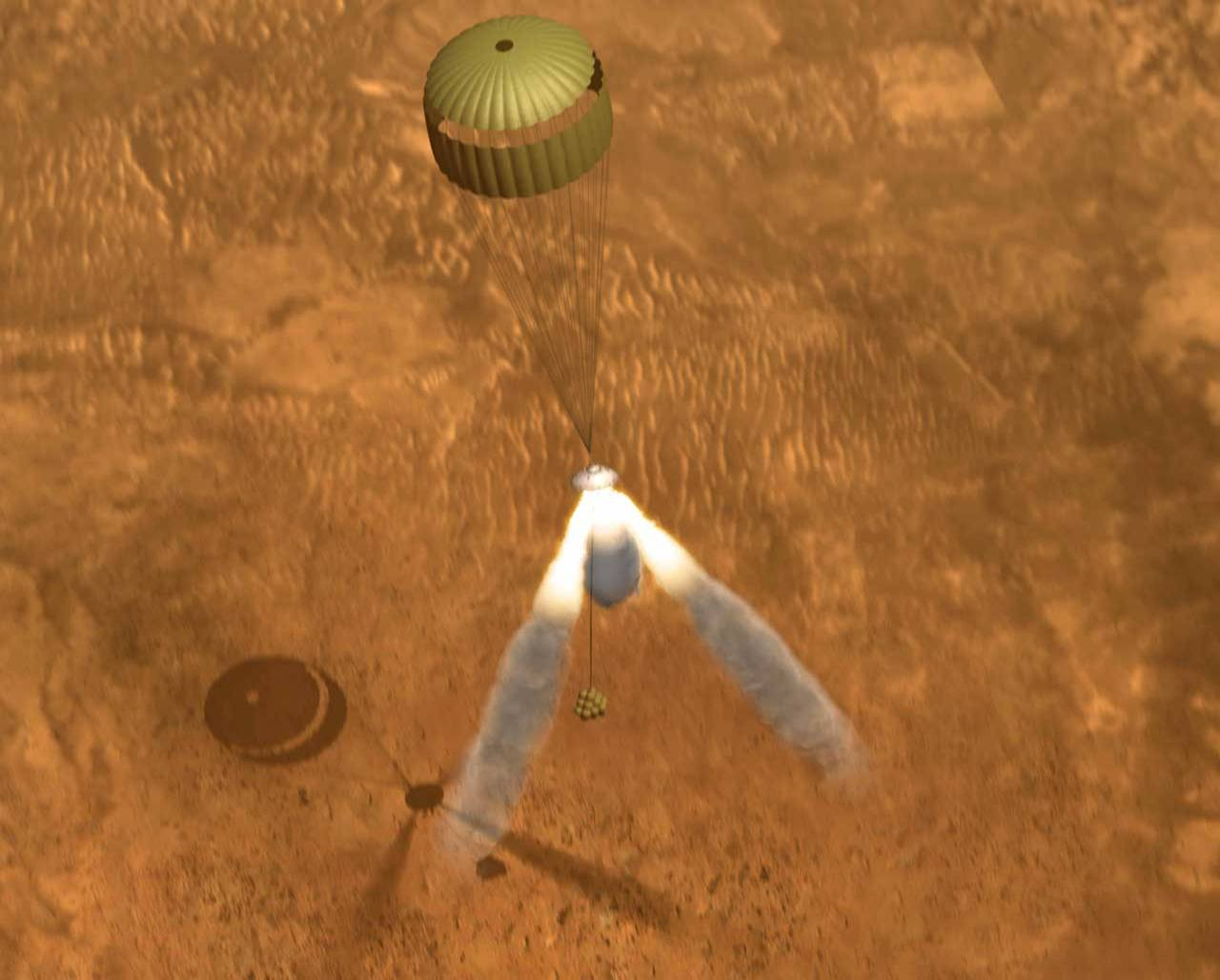
Computerillustratie van een afdaling van een lander op de planeet Mars, afgeremd door remraketten.

## Toepassingen

### Mercuryprogramma
Door de hoge betrouwbaarheidseisen voor remraketten, gebruikten Mercury-ruimtevaartuigen drie vaste-brandstofremraketten met een stuwkracht van 4,5 kilonewton, die waren vast gemaakt aan het hitteschild onderaan de ruimtecapsule. Elke remraket brandde 10 seconden. Eén raket was voldoende om het ruimtevaartuig te laten landen, voor het geval de andere twee zouden falen.

### Geminiprogramma
Gemini gebruikte vier raketten, elk met een kracht van 11 kilonewton, die na elkaar ontbrandden, telkens voor 5,5 seconden, met een kleine overlapping.
Deze raketten waren geplaatst in de adaptermodule, net achter het hitteschild.

### Apolloprogramma
Het Apolloprogramma had geen behoefte aan remraketten voor maanvluchten, aangezien tijdens de terugreis van de maan, het ruimtetuig rechtstreeks naar de Aarde terugkeerde, zonder in een baan om de Aarde te komen.De testvluchten in een baan om de Aarde hadden echter wel nood aan remraketten. Daarom werd de veelzijdige Service Propulsion Module van de servicemodule gebruikt om het ruimtetuig af te remmen. De Space Shuttle zou later een gelijkaardig systeem gebruiken.
Er werden echter wel remraketten gebruikt om de S-IC en S-II trappen van de Saturnus V-raket af te stoten tijdens de reis tussen het lanceerplatform van het Kennedy Space Center en de parkeerbaan om de Aarde.

### Sojoez
De Sojoez-capsule, die aan een parachute afdaalt, wordt vlak voor het moment van neer komen op de grond afgeremd door een aantal kleine remraketjes om de impact te verminderen.

### Dragon
De Dragon-capsules van SpaceX gebruiken hun Draco-stuurmotoren als remraketten om een terugkeermanoeuvre te bewerkstelligen.

### Draagraketten
Om te veel opbouw van ruimteschroot te voorkomen maken bovenste rakettrappen van moderne raketten na afloop van een lancering meestal een deorbit burn. Daarbij richten ze de hoofdmotor in de richting van de vliegrichting (de rakettrap draait dus 180 graden) en gebruiken hem als remraket. Een andere optie is de baan zo elliptisch dan wel excentrisch te maken dan het perigeum zich in de atmosfeer bevindt.
Voor propulsieve landingen zoals die van de Falcon 9 en Falcon Heavy worden een of meer hoofdmotoren als retroraket gebruikt. In sommige gevallen wordt de horizontale snelheid van de eerste trap geïnverteerd terug naar land te vliegen. Kort voordat een Falcon-booster de atmosfeer binnen komt wordt deze met hoofdmotoren in de functie van retroraket afgeremd zodat deze niet verbrand. Daarna worden de motoren nogmaals gebruikt als retroraketten om tot stilstand te komen op een drijvend platform of een landingsplatform op land. SpaceX had eerder plannen om ook hun Crew Dragon propulsief te laten landen met behulp van de SuperDraco’s, de motoren van het ontsnappingssysteem. Dit concept werd echter losgelaten omdat dit een landingsgestel vereiste wat ten koste ging van de kwaliteit van het hitteschild. Voor de landing van al dan niet bemande Starships wil SpaceX wel met retromotoren werken.